# Peter Camejo

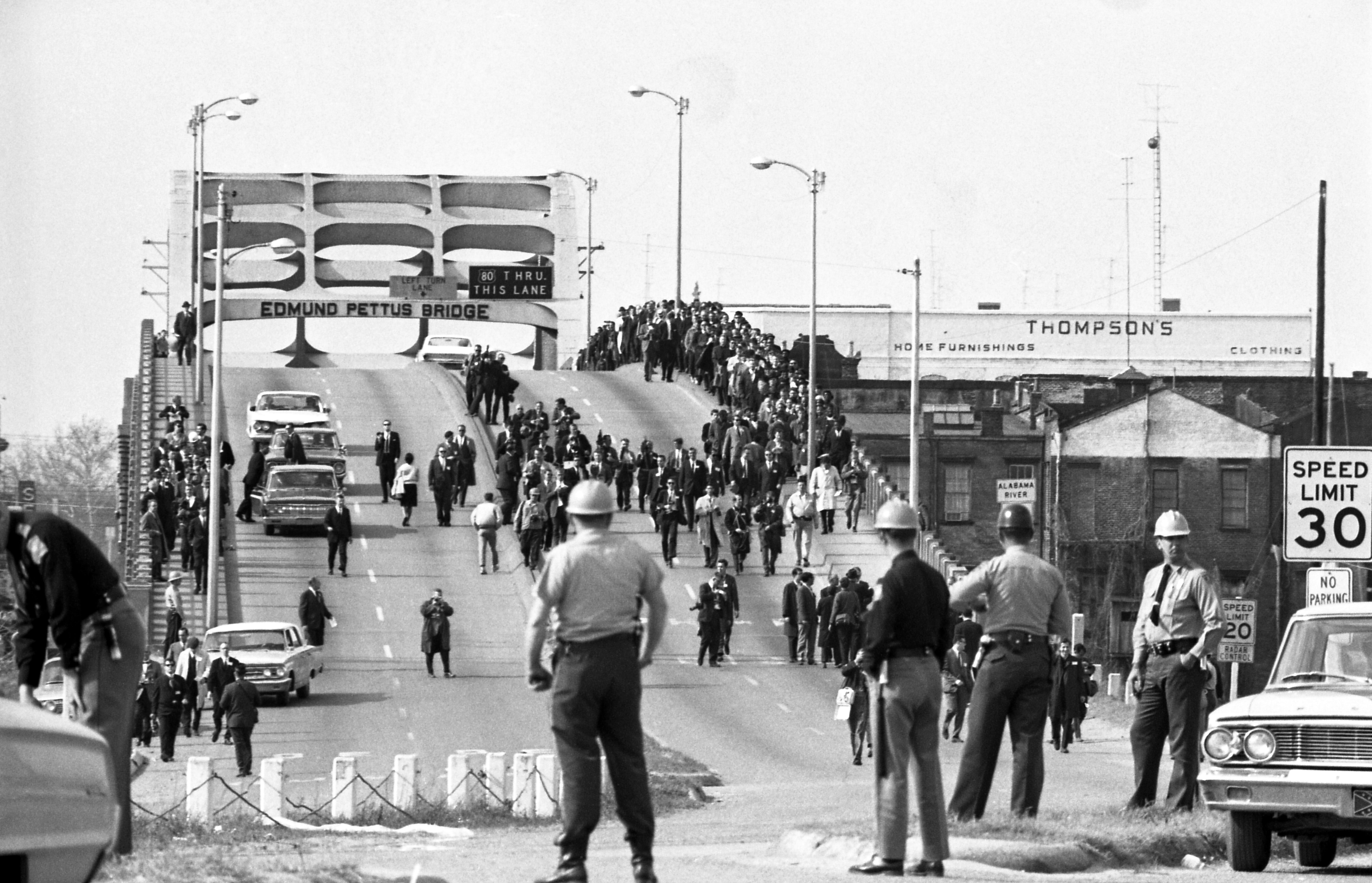
Oficiales de policía cortan el paso a los manifestantes de la Marcha de Selma a Montgomery que fue brutalmente reprimida por orden del gobernador de Alabama George Wallace.

Pedro Miguel Camejo Guanche (Nueva York, 31 de diciembre de 1939 – Folsom, California, 13 de septiembre de 2008) fue un financista y político estadounidense de origen venezolano.

## Biografía
Nació en los Estados Unidos de padres venezolanos, y vivió sus años de juventud en Venezuela. Su padre Daniel Camejo Octavio (Barquisimeto, estado Lara, 23 de abril de 1914 - Fort Lauderdale, Florida, 30 de agosto de 2008) fue un ingeniero sanitarista graduado en la Universidad Central de Venezuela (UCV) con especializaciones en Urbanismo, Física y Matemática.
En 1960 fue tripulante del equipo de vela clase Star de Venezuela en los Juegos Olímpicos de Roma, siendo su padre Daniel Camejo Octavio el timonel.
Regresa a Boston para inscribirse en el Massachusetts Institute of Technology, donde se convirtió en un modesto futbolista, para después estudiar historia en la Universidad de Berkeley, California donde comenzó a interesarse en la política con tendencia marxista-leninista.
Elegido presidente del consejo de estudiantes, lidera varias manifestaciones contra la guerra del Vietnam que inspiraron el rodaje del film Las Fresas de la Amargura. Algunas protestas fueron tan violentas que el entonces gobernador Ronald Reagan lo calificó como "uno de los 10 ciudadanos californianos más peligrosos". En 1967 fue suspendido en la Universidad por "uso indebido del micrófono". Solidario con el movimiento afroamericano por los derechos civiles liderado por el Martin Luther King, en 1965 participó en el Domingo Sangrieto de Montgomery (Alabama).
De ideología marxista, Camejo fue candidato presidencial por el Partido Socialista de los Trabajadores (PST) en 1976 donde obtiene 90 986 votos, la más alta de su historia, siendo su compañera de fórmula la activista afroamericana  Willie Mae Reid. "Fue un líder del PST durante los años en que ellos estaban al frente del movimiento contra la guerra de Vietnam, como resultado de su estrategia de construcción de coaliciones desde bases amplias", de acuerdo con el Observatorio del Tercer Partido (Third Party Watch). "Esta estrategia era inusual entre los partidos marxistas, conocidos por su sectarismo". Algunos años después Camejo rechazó la doctrina marxista, pero siempre consideró al socialismo como alternativa al aparente bipartidismo imperante en los Estados Unidos, ya que según su criterio dicha tesis era expresada en la Declaración del Aguacate "no había ninguna diferencia entre el Partido Demócrata y el Partido Republicano controlados por las élites de las grandes empresas corporativas".
Camejo fue un oponente acérrimo de la Ley Patriota (Patriot Act) y de otras formas de ataque a las libertades civiles y derechos de los ciudadanos como el Proyecto Minuteman que pretendía cerrar las fronteras a los inmigrantes latinoamericanos.
«Realmente creo que la Ley Patriota viola nuestra constitución [dijo Camejo]. Fue y es un acto ilegal. El Congreso, el Senado y el Presidente no pueden cambiar la constitución.»
También fue un fuerte luchador por leyes y prácticas electorales más justas en Estados Unidos.
Como ecologista reconocido, Camejo fue fundador y candidato del Partido Verde a la gobernación de California en tres ocasiones, 2002, 2003 y 2006. En 2002, recibió 5,3% de los votos siendo elegido gobernador Grey Davis del partido Demócrata. En las elecciones revocatorias de 2003 del gobernador Davis, inmerso en el escándalo Enron, quedó en cuarto lugar entre 135 candidatos y desplazó al candidato republicano en San Francisco, Arnold Schwarzenegger que resultó elegido gobernador. En las elecciones de 2004 se lanzó a la candidatura a la vicepresidencia como compañero de fórmula de Ralph Nader recibiendo el apoyo del magnate de derecha Ross Perot, líder del Reform Party.